# Peter Dafnous
Peter Dafnous (ur. 24 listopada 1985 r. w Londynie) – muzyk brytyjski.
Od wczesnego dzieciństwa słuchał wszystkich rodzajów muzyki, lecz najbardziej upodobał sobie muzykę elektroniczną z lat 80., np. Depeche Mode, New Order oraz Pet Shop Boys.
Jego pasja szybko doprowadziła do chęci produkowania własnej muzyki. Rozpoczął w bardzo podstawowym studiu, które z czasem modernizował.
Peter stworzył wiele wyśmienitych remiksów oraz singli, które zostały dobrze przyjęte przez światowej klasy DJ-ów (Armin van Buuren, Jon O'Bir, Lange, Above And Beyond, Thrillseekers i wielu innych).
Peter współpracuje również z innymi artystami m.in. z australijską DJ-ką Tanią Mann z którą tworzy grupę Apollonia. Ich pierwszy wspólny projekt pod tytułem Andromeda Heights wydał Armin Van Buuren na składance "A State Of Trance".

## Dyskografia
- Peter Dafnous – Face the Change
- Peter Dafnous – From Here to Eternity
- Ben Weston – A New Beginning [Peter Dafnous Remix]
- Two Roads – Antartc Rain [Peter Dafnous Remix]
- Apollonia – Andromeda Heights
- Peter Dafnous – Sweet Deception
- Insigma – Avalon [Peter Dafnous remix]
- Falkon and Fairlight – Moonfish [Peter Dafnous remix]
- Pink Flood – Insercurity [Peter Dafnous remix]
- Tania Mann and Peter Dafnous Present Apollonia – Remote Kontrol